# 利伯蒂 (肯塔基州)
利伯蒂，是美国肯塔基州的一座城市。建立于1808年，面积约为4.9平方公里（1.9平方英里）。根据2010年美国人口普查，该市的人口为2,168人。